# Pulau Sangiang
Pulau Sangiang är en ö i Indonesien.   Den ligger i provinsen Banten, i den västra delen av landet, 110 km väster om huvudstaden Jakarta. Arean är 8,7 kvadratkilometer.
Terrängen på Pulau Sangiang är platt. Öns högsta punkt är 124 meter över havet. Den sträcker sig 4,8 kilometer i nord-sydlig riktning, och 4,1 kilometer i öst-västlig riktning.